# Тицкионе (Пескара)
Тицкионе (итал. Ticchione) је насеље у Италији у округу Пескара, региону Абруцо.
Према процени из 2011. у насељу је живело 757 становника. Насеље се налази на надморској висини од 109 м.